# Wu Tianming
Wu Tianming (chiń. upr. 吴天明; chiń. trad. 吳天明; pinyin Wú Tiānmíng; ur. 19 października 1939 w prowincji Shaanxi, zm. 4 marca 2014 w Pekinie) – chiński reżyser, scenarzysta, aktor i producent filmowy.

## Filmografia
producent
- 1986: Złodziej koni
- 1987: Czerwone sorgo

scenarzysta
- 2002: C.E.O.

reżyser
- 1986: Lao Jing
- 1996: Król masek
- 2002: C.E.O.

aktor
- 1990: Qin yong jako Reżyser filmu
- 1993: Klub szczęścia jako Wu Tsing
- 2012: Latający Dom Spokojnej Starości

## Nagrody
Został uhonorowany nagrodą Grand Prix - Poznańskich Złotych Koziołków i nagrodą Poznańskich Koziołków.